# شوانو پارک (تگزاس)
شوانو پارک، تگزاس(به انگلیسی: Shavano Park, Texas) شهری در ایالت تگزاس از ایالات جنوبی ایالات متحده آمریکا است. در سرشماری سال ۲۰۰۰، جمعیت این شهر ۱۷۵۴ نفر اعلام شد.